# Elaphoglossum heteroglossum
Elaphoglossum heteroglossum är en träjonväxtart som beskrevs av John T. Mickel. Elaphoglossum heteroglossum ingår i släktet Elaphoglossum och familjen Dryopteridaceae. Inga underarter finns listade.